# The Whazz
The Whazz ist eine dreiköpfige, österreichische Alternative-Rock-Band aus Wien. Sie wurde im Jahr 2007 in Wien für einen Fernsehspot gegründet, mit dem die Limonadenmarke Gröbi beworben wurde.

## Geschichte
Für den Spot komponierte die Sängerin Bobbie Singer die Gitarrenpopnummer What a Day. Als Produzenten zeichnete das Team des Studios Soundfeiler, Martin Riegler, Heinz Donaubauer und Matthias Wondrak, verantwortlich.
Nachdem der Spot an Popularität gewonnen hatte, nahm im Juli 2007 der Sender Ö3 die Gruppe ins Programm. Ihr Song erreichte daraufhin die Hörercharts des Senders. Schließlich platzierte er sich im September 2007 in den österreichischen Singlecharts. Ende September 2007 bestritt die Band im Rahmen der Top-Spot-Gala des ORF ihren bislang größten Liveauftritt.
Im Sommer 2008 brachte die Gruppe ihre zweite Single That Girl heraus.
Die Gruppe steht beim Plattenlabel edel SE unter Vertrag.
Im Herbst 2010 wurde The Whazz für die Österreichische Vorentscheidung zum Eurovision Song Contest 2011 nominiert. Die Band erreichte nicht die Runde der besten 30 Teilnehmer.

## Diskografie
Singles
- 2007: What a Day
- 2008: That Girl